# Antoine-Adolphe Lesourd
Pour les articles homonymes, voir Lesourd.
Antoine-Adolphe Lesourd né le 7 octobre 1799 à Paris et mort dans la même ville le 3 janvier 1852, est un journaliste et haut fonctionnaire français. Il a notamment été sous-préfet de Sceaux et préfet et directeur des octrois de Paris.

## Biographie
Après des études de droit, il débute dans le journalisme en 1822. 
Il prit une part active à la Révolution de Juillet et fut chef du secrétariat particulier de Camille de Montalivet, quand celui-ci devint ministre de l’Intérieur le 2 novembre 1830. le 5 janvier 1831 il est nommé chef de la direction du personnel et du cabinet au ministére de l'Intérieur, puis sous-préfet de Sceaux le 12 mars de la même année. Il reste dans ce poste jusqu’en 1836, refusant à maintes reprises une préfecture, sans doute pour des raisons sentimentales. Il est ensuite préfet et directeur des octrois de Paris. 
Il se marie le 13 avril 1833 avec Adélaïde-Louise de Silvestre (1798-1883), dont il a un fils, Georges Lesourd (1834-1877) qui devint secrétaire d’ambassade à Berlin.
Il est membre du Conseil d’administration de la Compagnie du chemin de fer de Fampoux à Hazebouck . En 1848, il est l’un des fondateurs de la société anonyme pour l’agrandissement, le prolongement et l’exploitation du canal d’irrigation de Pierrelatte .

## Distinction
Officier de la Légion d’honneur. 

## Sources
- Dossier personnel : Archives nationales : FIb I 16630 et 2726.